# Hermann Heykamp
Hermann Heykamp (latinisiert Hermannus Heykamp; * 5. Dezember 1804 in Utrecht; † 28. Oktober 1874 in Rotterdam) war von 1853 bis 1874 alt-katholischer Bischof von Deventer.

## Leben
Er wurde als Sohn des Johannes Heykamp und der Gertrudis geb. van Ingen geboren. Ab dem 1. September 1821 besuchte er das Seminar in Amersfoort. Die Priesterweihe empfing er am 18. Januar 1829. Er wirkte in Leiden (1829 bis 1855), Delft (bis 1849) und Rotterdam. Im September 1849 wurde er Kanonikus des Metropolitankapitels und am 8. Mai 1860 Erzpriester (Dekan) für Schieland und Südholland.
Am 12. April 1853 wurde er zum Bischof von Deventer ernannt und empfing am 17. Juli 1853 in Rotterdam die Bischofsweihe durch Erzbischof Johannes van Santen. 
Sein Neffe war der spätere Erzbischof von Utrecht Johannes Heykamp (1824–1892).